# ジメチルグリシンデヒドロゲナーゼ
ジメチルグリシンデヒドロゲナーゼ(dimethylglycine dehydrogenase)グリシン代謝酵素の一つで、次の化学反応を触媒する酸化還元酵素である。
N,N-ジメチルグリシン + 電子伝達フラボタンパク質 + H2O {\displaystyle \rightleftharpoons } サルコシン + ホルムアルデヒド + 還元型電子伝達フラボタンパク質
反応式の通り、この酵素の基質はN,N-ジメチルグリシンと受容体とH2O、生成物はサルコシンとホルムアルデヒドと還元型受容体である。補因子としてFADを用いる。
葉酸の存在下では次のようになる。
N,N-ジメチルグリシン + 5,6,7,8-テトラヒドロ葉酸 + 電子伝達フラボタンパク質(FMN) {\displaystyle \rightleftharpoons } サルコシン + 5,10-メチレンテトラヒドロ葉酸 + 還元型電子伝達フラボタンパク質(FMNH2)
組織名はN,N-dimethylglycine:acceptor oxidoreductase (demethylating)で、別名にN,N-dimethylglycine oxidase、N,N-dimethylglycine:(acceptor) oxidoreductase (demethylating)がある。